# Sociedad Panameña de Productores Fonográficos
La Sociedad Panameña de Productores Fonográficos (PRODUCE) è un'organizzazione non governativa non a scopo di lucro che tutela l'industria musicale di Panama e i musicisti, interpreti, autori e compositori che ne fanno parte. È membro dell'International Federation of the Phonographic Industry.
L'associazione pubblica settimanalmente due top 50 delle canzoni più riprodotte in streaming, nelle radio e sui canali televisivi musicali: una per il solo repertorio nazionale e un'altra generale per tutti i brani. Inoltre l'organizzazione stila anche una top 50 basata esclusivamente sui brani più riprodotti in streaming sulle piattaforme Spotify, Napster, Deezer e Amazon Music.